# Яркендське ханство
Яркендське ханство, також відоме як Могулія або Кашгарське ханство — феодальна держава на заході Східного Туркестану. Була заснована султаном Саїд-ханом у 1514 році як західне відгалуження від Могулістану. Згодом, у 1705 році була захоплена  Джунгарським ханством.

## Історія
Чагатайське ханство переважно було населене уйгурами та іншими тюрками. Найбільш населеними містами були Хотан, Яркенд, Кашгар, Янгіхісар, Аксу, Учтурпан, Куча, Карашар, Турпан і Кумул. У першій половині 14 століття Чагатайське ханство розпалося; на західній частині зруйнованого Чагатайського ханства в 1370 році виникла імперія Тимуридів, яка була домінуючою силою в регіоні до її завоювання в 1508 році Шейбанідами. Її східна частина стала Могулістаном, який був заснований Туглук-Тімур-ханом у 1347 році зі столицею в Алмалику, навколо долини річки Ілі. Він охоплював усі заселені землі Східної Кашгарії, а також регіони Турпан і Кумул, які в той час були відомі як Уйгурістан, згідно з балхськими та індійськими джерелами 16-17 століть. З цієї держави походить правляча династія Яркендського ханства, яка проіснувала більше століття. У 1509 році Дуглати, васальні правителі Таримського басейну, повстали проти Могулістанського ханства і відкололися. Через п'ять років султан Саїд-хан, брат хана Могулістану в Турфані, підкорив Дуглатів і заснував власне Яркендське ханство. Це поклало край пануванню в містах Кашгарії дуглатських емірів, які контролювали їх з 1220 року, коли більша частина Кашгарії була дарована дуглату самим ханом Чагатаєм. Завоювання Дуглатів дозволило Яркендському ханству стати провідною державою в регіоні.

### Правління Саїд-хана
Правління султана Саїд-хана перебувало під сильним впливом ходжів. Саїд-хан також мав тісні стосунки з Бабуром, його двоюрідним братом та засновником імперії Великих Моголів. Під час правління Саїд-хана відбувся поход у Болор у 1527–1528 роках, набіг на Бадахшан у 1529 році та грабіжницькі експедиції у Ладакх та Кашмір у 1532 році. Султан Саїд-хан помер у 1533 році в Даулат-Бег-Ольді від висотної хвороби та набряку легень під час повернення до Яркента з експедиції в Ладакх і Кашмір.

### Після Саїд-хана
Султана Саїд-хана змінив Абдурашид-хан (1533–1565), який розпочав своє правління з того, що стратив члена родини Дуглат. Абдурашид-хан також воював за контроль над західним Могулістаном проти киргизів і казахів, але західний Могулістан був остаточно втрачений; після цього Яркенд був в основному обмежений басейном Тарім. Яркендське ханство було завойоване буддистським Джунгарським ханством на чолі з Цеваном Рабданом у 1705 році.

## Правителі
- Султан-Саїд-хан, син Султан-Ахмад-хана I (1514-1533)
- Абд ар-Рашид-хан I, син Султан-Саїд-хана (1533-1559)
- Абд ал-Карім-хан, другий син Абд ар-Рашид-хана I (1559-1591)
- Мухаммад-хан III, п'ятий син Абд ар-Рашид-хана I (1592-1610)
- Шуджа ад-Дін Ахмад-хан, син Мухаммад-хана III (1610-1618)
- Курайш-хан II, син Йунус-султана (1618)
- Абд ал-Латиф-хан I (Апак-хан), син Шуджа ад-Дін Ахмад-хана (1618-1630)
- Султан-Ахмад-хан II (Фулад-хан), син Зійа ад-Дін Ахмад-султана (Тімур-султана), старшого сина Шуджа ад-Дін Ахмад-хана (1630-1632), (1635-1638)
- Султан-Махмуд-хан II (Килич-хан), син Зійа ад-Дін Ахмад-султана (Тімур-султана), старшого сина Шуджа ад-Дін Ахмад-хана (1632-1635)
- Абдаллах-хан, син Абд ар-Рахім-хана (1638-1668)
- Йулбарс-хан, син Абдаллах-хана (1668-1669)
- Абд ал-Латиф-хан II, син Йулбарс-хана (1669-1670)
- Ісмаїл-хан, син правителя Турфана Абд ар-Рахім-хана (1670-1678)
- Абд ар-Рашид-хан II, син Султана Саїда Баба-хана (1680-1682)
- Мухаммад Амін-хан, син Султана Саїда Баба-хана (1682-1694)
- Мухаммад Мумін-хан (Акбаш-хан), син Султана Саїда Баба-хана (1694-1696)
- Хідатола Хізрат-і-Афак (?—1693/4)
- Даньял Ходжа, син Убайдулли Ходжі (1720-1754)
- Йусуф Ходжа, син Даньял Ходжі (1754-1757)
- Абдулла Бадшах Ходжа, син Даньял Ходжі (1757)
- Бурхандін Ходжа, син Ях'ї Ходжі (?-1759)

## Галерея

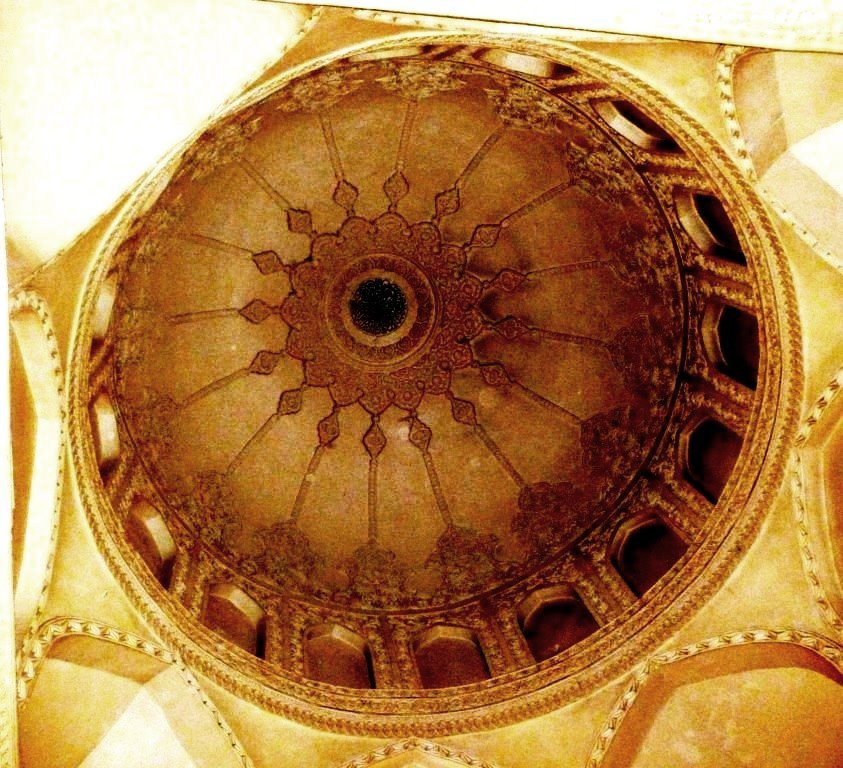
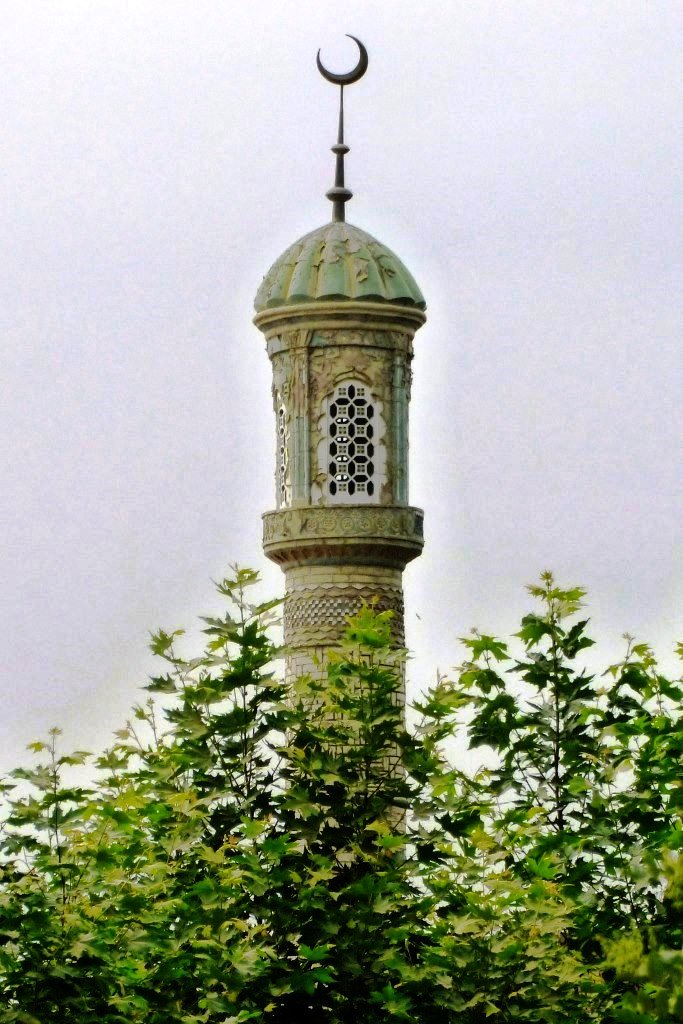
Мінарет у Яркенді. 2011
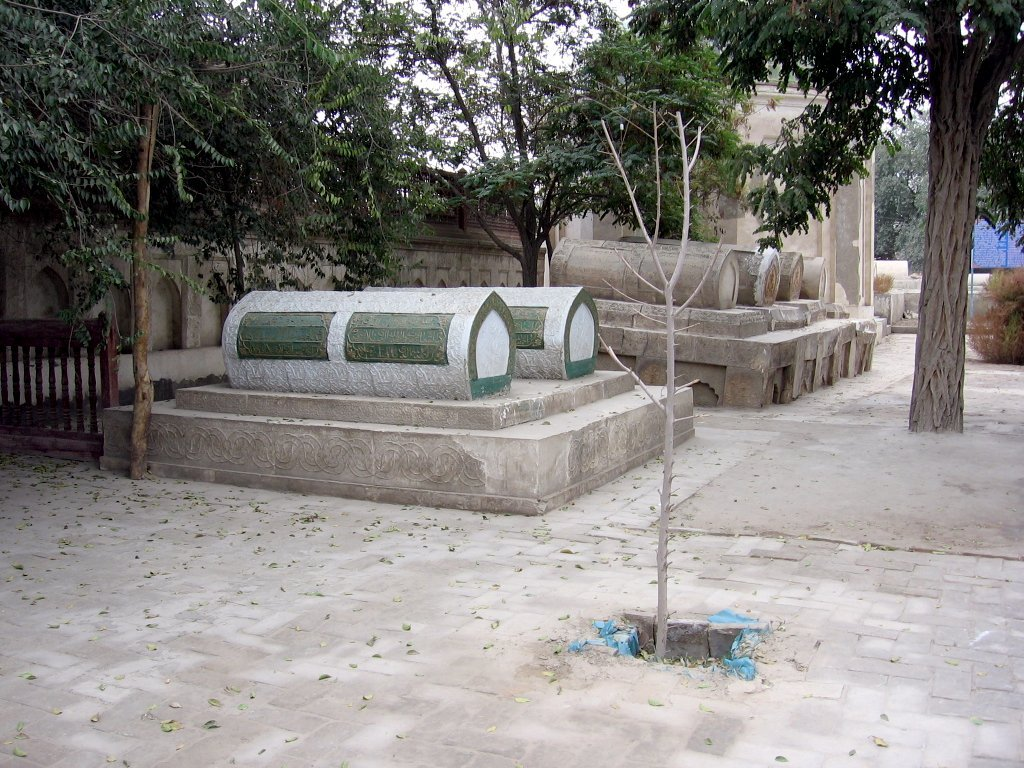
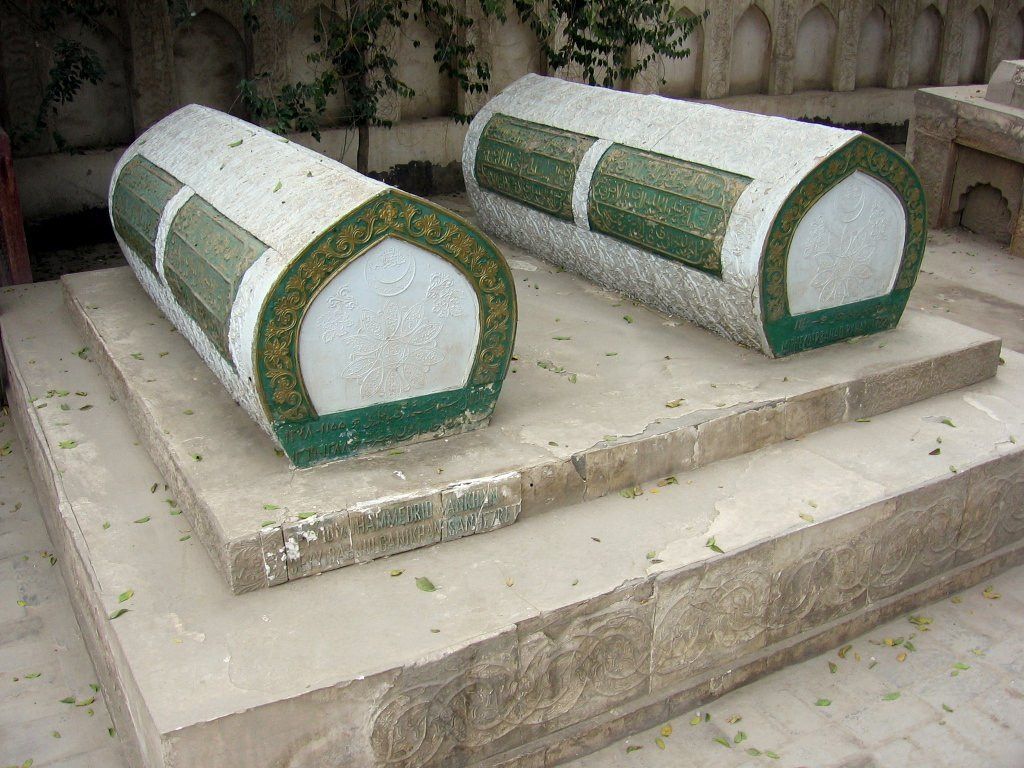
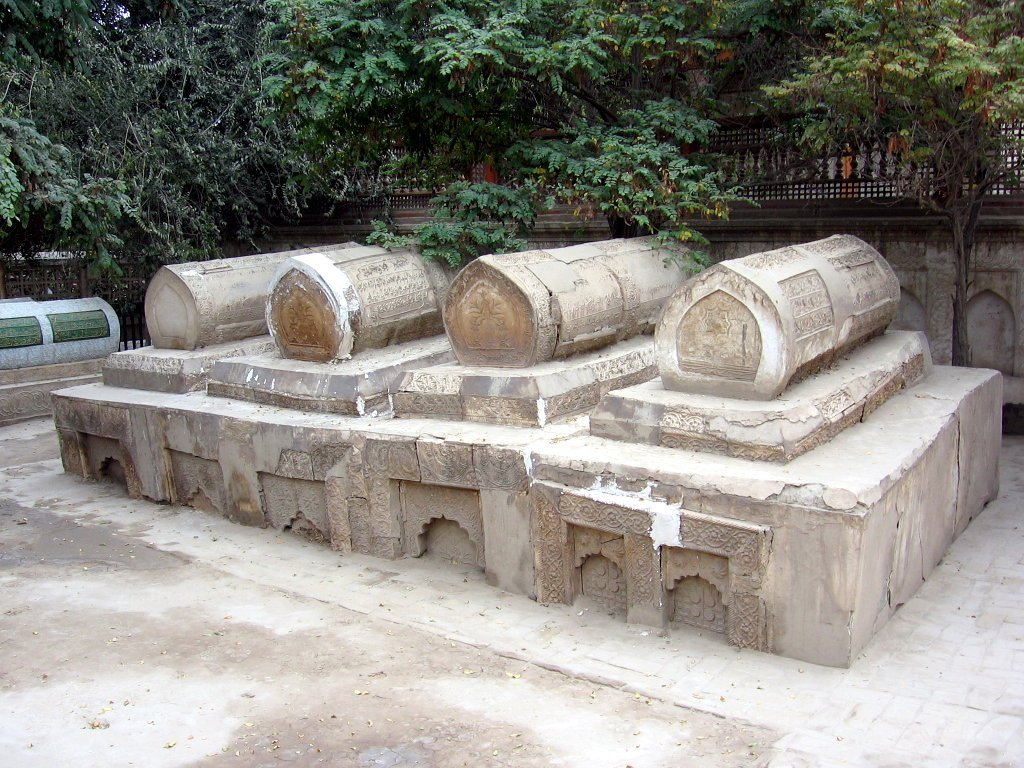
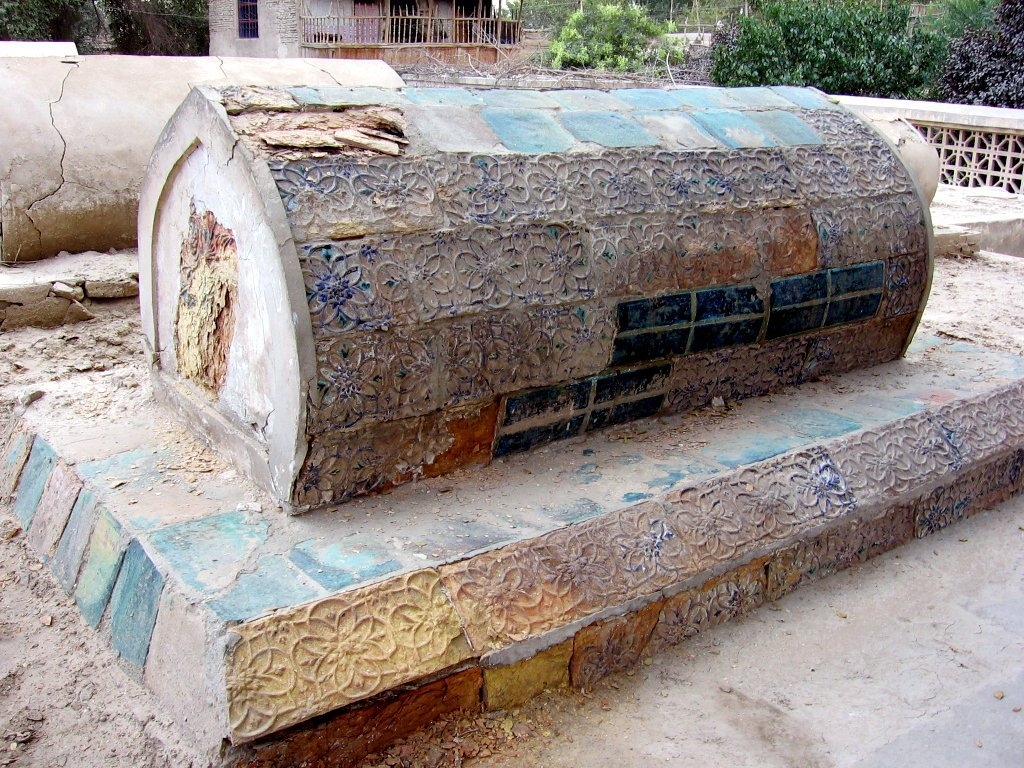
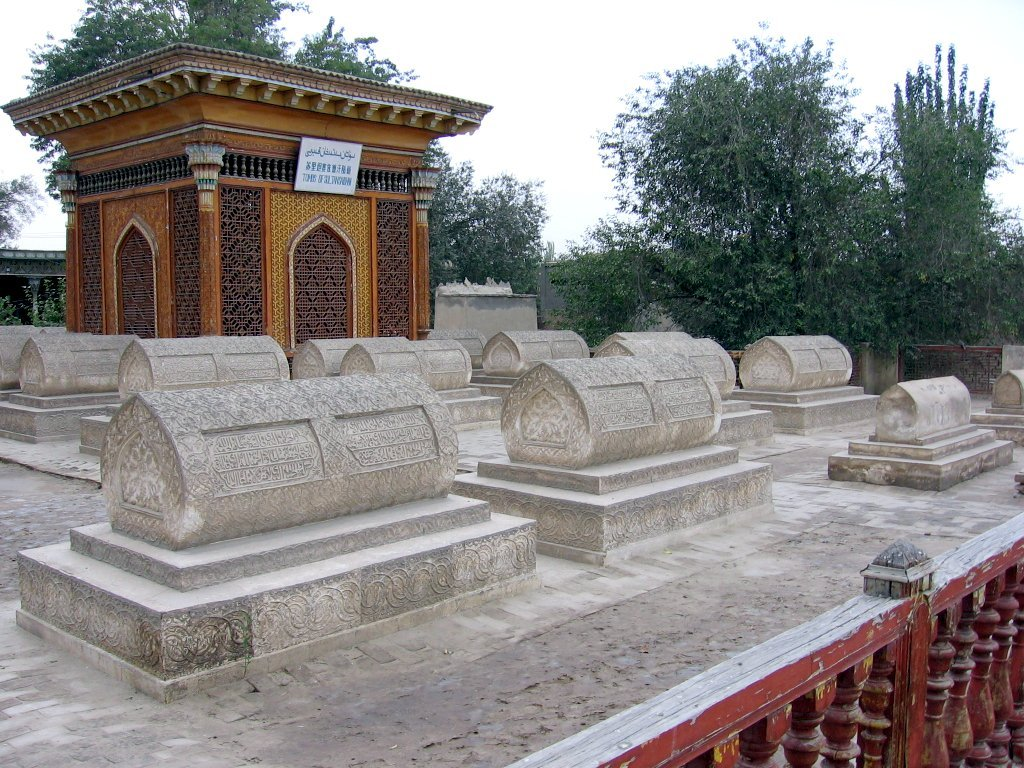
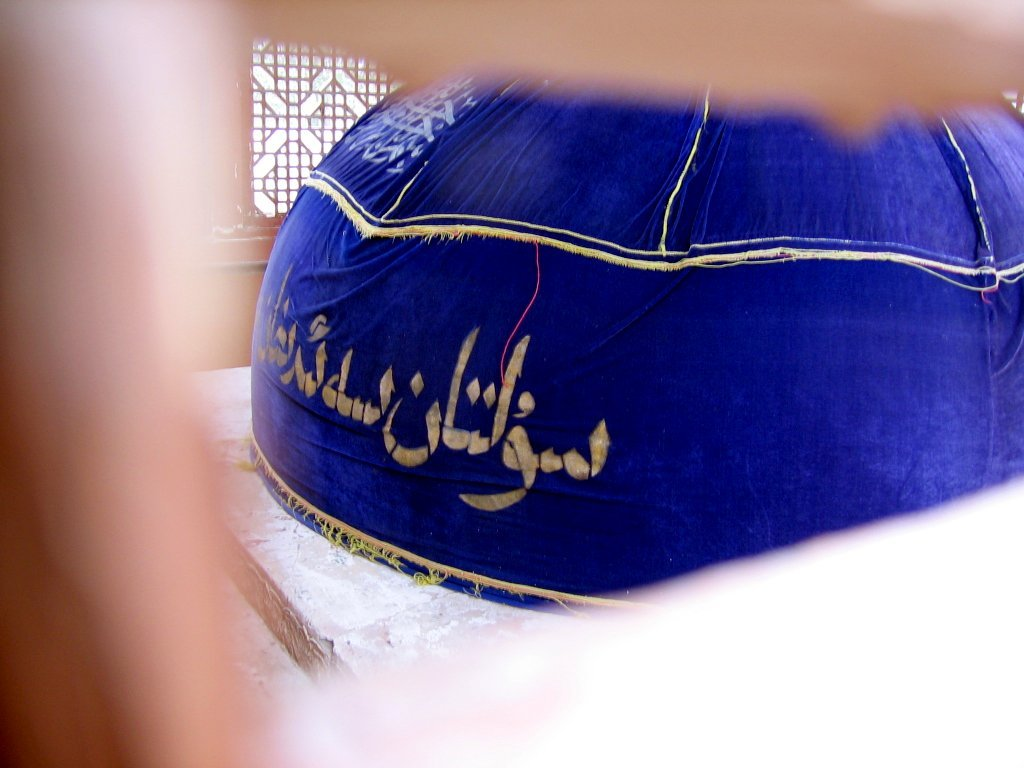
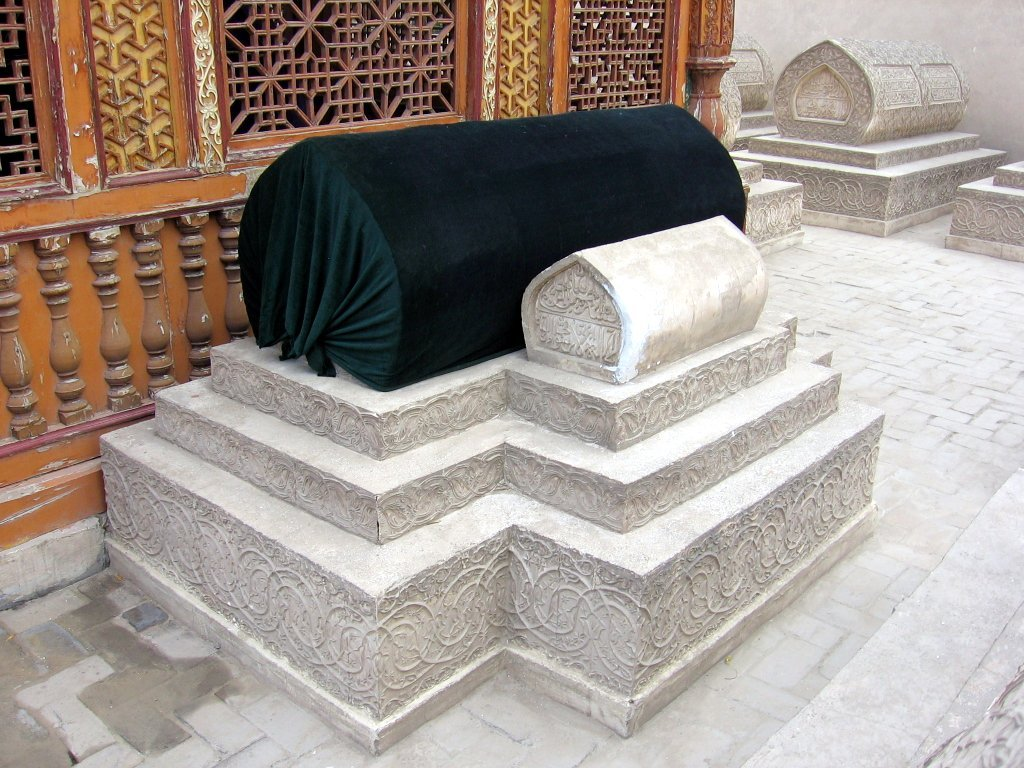
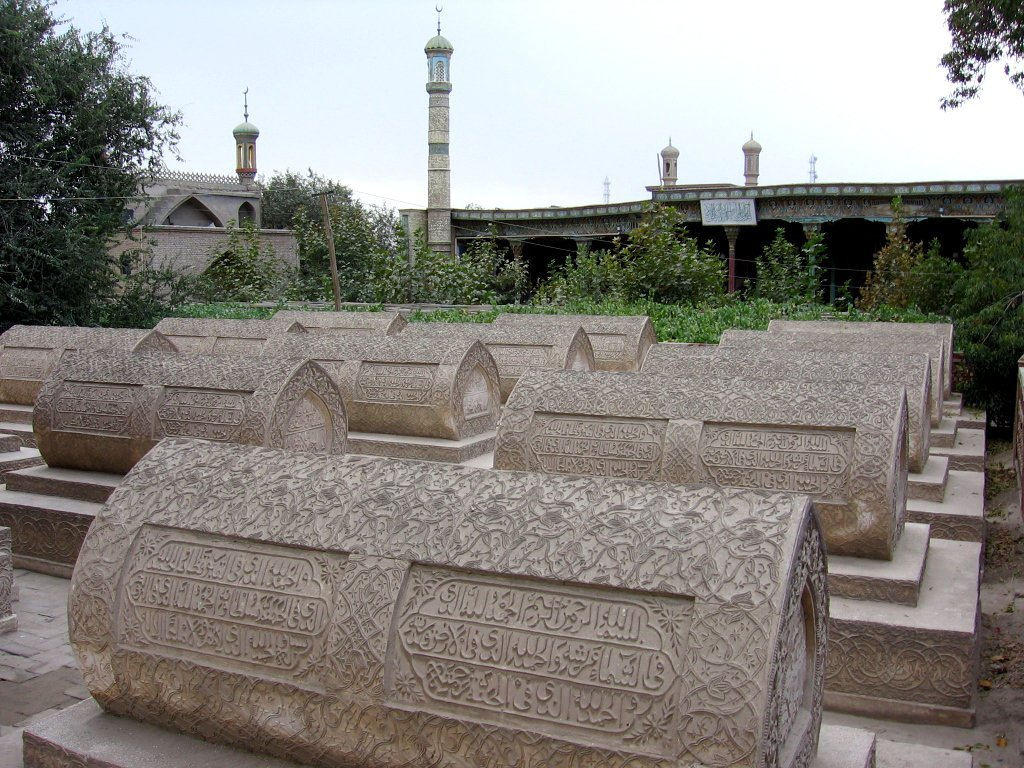